# Grenier à sel

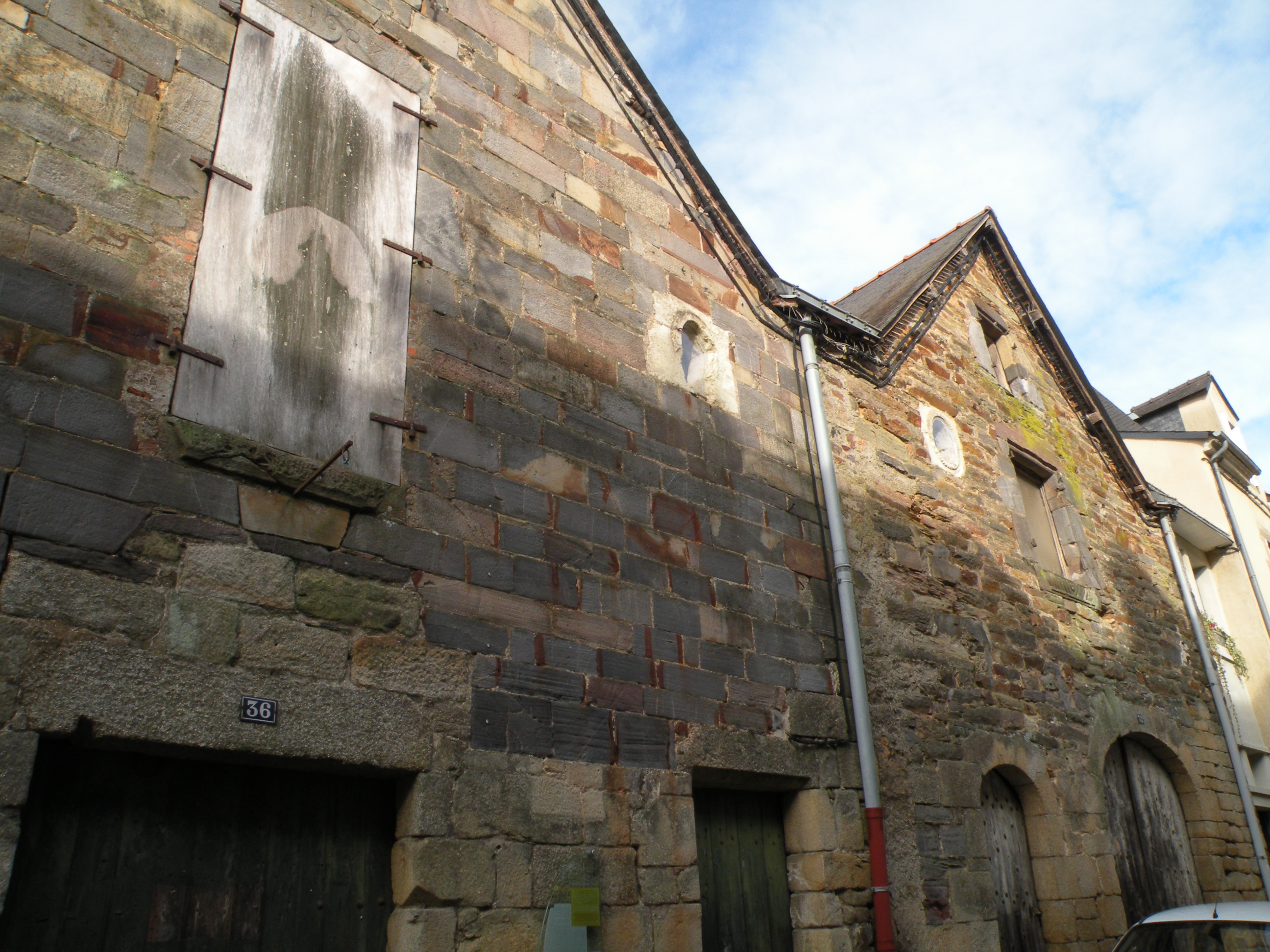
Anciens greniers à sel de Redon.

Les greniers à sel, créés en 1342, sont des entrepôts pour le sel de gabelle. Ils sont aussi des tribunaux pour juger les litiges sur la gabelle jusqu'à la valeur d'un minot (soit environ 52 litres). Les quantités supérieures sont du ressort des cours des aides.

## Historique

### En France[2]
Sous Charles VI, l'administration des greniers à sel est confiée à des agents royaux qui font office de vendeurs du sel, assistés de mesureurs et de regrattiers chargés de la vente à la petite mesure, de receveurs de la gabelle, et de juges des contentieux relatifs à la perception de la gabelle.
Au XVIe siècle, l'affermage de la gabelle se généralise. Les agents des greniers sont alors déchargés de leurs activités commerciales et fiscales. Ils se consacrent principalement à des fonctions de police et justice pour lesquelles sont créés des offices de lieutenants, procureurs, sergents, greffiers, et contrôleurs.
En plus des employés de la Ferme Générale, les greniers à sel étaient gérés par des officiers :
- un président,
- un grénetier,
- un contrôleur,
- un procureur du roi,
- un greffier.

Avant la Révolution de 1789, il y avait 250 greniers à sel dans les pays de grande gabelle et 147 dans les pays de petite gabelle. À côté des greniers il y eut, jusqu'en 1694, des « chambres à sel », simples lieux de vente dépourvus de juridiction, et de ce fait rattachés à un grenier voisin.
En pays de grande gabelle, on distinguait deux types de greniers :
- les uns dits « de vente volontaire » (de loin les plus nombreux) éloignés de la "frontière" avec les pays rédimés, étaient non soumis à l'impôt sur le sel. Les assujettis devaient acheter au moins un minot de sel (d'une contenance de 72 litres, réputés peser 48,9 kilogrammes) pour quatorze personnes de plus de huit ans. On parlait de « vente volontaire » parce que les contribuables pouvaient acheter leur sel à l'époque qui leur convenait, et que les pauvres du ressort n'étaient pas tenus à l'achat obligatoire d'une quantité déterminée de sel ;
- les autres d'« impôt », proches de la frontière en question, un rôle annuel était établi dans chaque paroisse au même titre que pour la taille, en tenant compte de la dimension de la famille et de ses ressources supposées.

Paris
De 1698 à 1816, il y avait un grenier à sel, qui était situé à l'angle de la rue des Orfèvres et de la rue Saint-Germain-l'Auxerrois, dont l'entrée s'effectuait au no 6 actuel et no 42 en 1816 dont l'emplacement est occupé, en 2020, par l'école Saint-Germain-l'Auxerrois.